# Монгольское завоевание Хорезма
Монгольское завоевание Хорезма в 1219—1221 годах ознаменовало начало завоевания монголами исламских государств. В ходе последовавшей войны, продолжавшейся менее двух лет, государство Хорезмшахов было разрушено.

## Причины конфликта
После завоевания Каракитайского ханства Монгольская империя Чингисхана стала граничить с державой Хорезмшахов, управляемой шахом Ала ад-Дином Мухаммедом.

Согласно персидскому историку Джузджани, Чингисхан первоначально послал правителю Хорезма Ала ад-Дину Мухаммеду послание, в котором приветствовал его как своего соседа: 
«Я — хан земель восходящего солнца, а вы — султан земель заходящего солнца. Давайте заключим твердое соглашение о дружбе и мире». 
Первоначальное объединение Чингисханом всех монголов, или «людей войлочных шатров», а затем других кочевых народов, прошло с относительно небольшим кровопролитием и почти без материальных потерь. Монгольские войны с чжурчжэнами показали, насколько жестокими могут быть монголы. Шах Мухаммед неохотно согласился на этот мирный договор, но он не продлился долго. Война началась менее года спустя, когда в хорезмийском городе Отрар были убиты монгольские посланники.
В 1218 году Чингисхан предложил Мухаммеду заключить союз для взаимовыгодной торговли. Но шах очень подозрительно отнёсся к желанию монголов заключить соглашение, чему способствовали сообщения шахского посла в Чжунду (столица Китая того времени), который описывал жестокость монголов, захвативших город. Хорезмшах отказался идти на сделку с «неверными» и по предложению правителя Отрара Иналчука Кайыр-хана казнил послов-купцов и вместе с ними сто монгольских офицеров.
Затем Чингисхан отправил вторую группу из трёх послов (одного мусульманина и двух монголов), чтобы потребовать наказания Кайыр-хана, которого считал виновным в убийстве послов. Шах побрил обоих монголов и обезглавил мусульман, после чего отправил их обратно Чингисхану. Мухаммед также приказал казнить персонал каравана. Это было расценено как серьёзное оскорбление самого хана, который считал послов «священными и неприкосновенными» персонами. Это стало для Чингисхана поводом к нападению на Хорезм. Монголы пересекли горы Тянь-Шаня и вошли в государство шаха в 1219 году.

## Штурм Ургенча и мужество Наджм ад-дина Кубра
В 1220 году Чингисхан отправил Толуя с 70-тысячной армией на покорение Хорасана, а в начале 1221 года 50-тысячная армия Джучи, Чагатая и Угэдэя подступила к столице Хорезма — городу Ургенчу. После семимесячной осады монголы взяли его, разгромили, а жителей увели в плен. Как писал историк Рашид ад-Дин: 
«Монголы сражались жестоко и брали квартал за кварталом и дворец за дворцом, сносили их и сжигали, пока в течение семи дней не взяли таким способом весь город целиком».
[Тогда] они выгнали в степь сразу всех людей, отделили от них около ста тысяч ремесленников и послали [их] в восточные страны. Молодых женщин и детей же угнали в полон, а остаток людей разделили между воинами, чтобы те их перебили. Утверждают, что на каждого монгола пришлось двадцать четыре человека, количество же ратников [монголов] было больше пятидесяти тысяч. Короче говоря, всех перебили и войско [монголов] занялось потоком и разграблением. Разом разрушили остатки домов и кварталов.
Чингисхан услышал о шейхе шейхов, полюсе полюсов Наджм-ад-дине Кубра, и он послал ему сказать: „Я предам Хорезм избиению и грабежу. Тому святому своего времени нужно покинуть среду хорезмийцев и присоединиться к нам!“. Шейх, в ответ сказал: „Вот уже семьдесят лет, как я довольствуюсь и переношу горечь и сладость судьбы в Хорезме с этим народом. Теперь, когда [наступила] пора нисшествия бед, если я убегу и покину его, это будет далеким от пути благородства и великодушия!“. Наджм ад-дин Кубра погиб во время штурма города.
Kак писал Джувейни: „Жители города, укрепились в улицах и кварталах; на каждой улице они начинали бои, и около каждого прохода устраивали заграждения. Войско [монгольское] сосудами с нефтью сжигало их дома и кварталы и стрелами и ядрами сшивало людей друг с другом“. Когда город был захвачен, уцелевших жителей выгнали в поле. Отделили и увели в рабство ремесленников (по Джувейни, более 100 тыс.), а также молодых женщин и детей, а прочих жителей разделили между воинами, причем, по Джувейни, на долю каждого воина пришлось по 24 человека, и всех перебили „топорами, кирками, саблями, булавами“. После этого монголы открыли плотины, вода Аму-Дарьи хлынула и затопила весь город, так что и спрятавшиеся в разных укрытиях люди погибли, и „из жителей ни один не уцелел“.